# Révolte de Rivière-au-Renard
La révolte de Rivière-au-Renard est un soulèvement de pêcheurs contre le système économique de servitude envers des compagnies étrangères, survenu à Rivière-au-Renard, au Québec (Canada).

## Système Robin

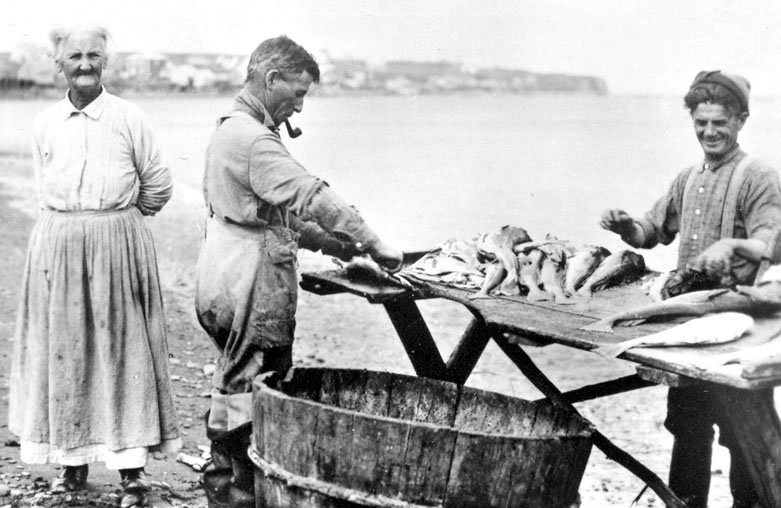
Sous le système Robin, les femmes et les enfants des pêcheurs doivent contribuer à la transformation du poisson pour éviter à leur famille de trop s'endetter.

Dès le XVIIIe siècle, les activités de pêche en Gaspésie sont sous contrôle jersiais. Charles Robin y établit un monopole, profitant des troubles administratifs au cours des guerres de Sept ans et d'Indépendance des États-Unis pour s'assurer une mainmise sur le marché. Il met sur pied le «système Robin», forçant une relation de servitude économique entre les pêcheurs et les marchands; les seconds accordent un crédit ou payent en nature les premiers, forcés d'acheter au magasin de la compagnie. Afin d'éviter à leur famille de trop s'endetter, les femmes et enfants des pêcheurs sont souvent mis à contribution, sans rémunération, lors des étapes de transformation. Le système Robin, maintenant les pêcheurs dans une situation économique de dépendance et de pauvreté ― voire d'esclavage ―, est imité par les autres commerçants de poisson gaspésiens. Ce système a cours durant au moins le siècle suivant, sous les auspices des élus, alors que les pêcheurs sont retenus dans une spirale d'endettement poursuivie de génération en génération.

## Origines du conflit
En août 1909, les compagnies de pêche réduisent par 30 % le prix offert au quintal de morue salée séchée, principal produit commercé par les pêcheurs renardois. Les pêcheurs sont outrés. Début septembre, des pêcheurs répliquent en exigeant que la baisse soit au plus de 20 %, et qu'aucun pêcheur endetté ne serait dépossédé de ses biens,. Sous la menace de saisir les biens des compagnies et de former une coopérative de travail, un groupe de pêcheurs fait connaître ses revendications aux marchands Connick Kennedy et Horatio Hyman, puis ceux de la Charles Robin, Collas & Co. et de la William Fruing & Co. Tous leur opposent un refus catégorique.

## Affrontements

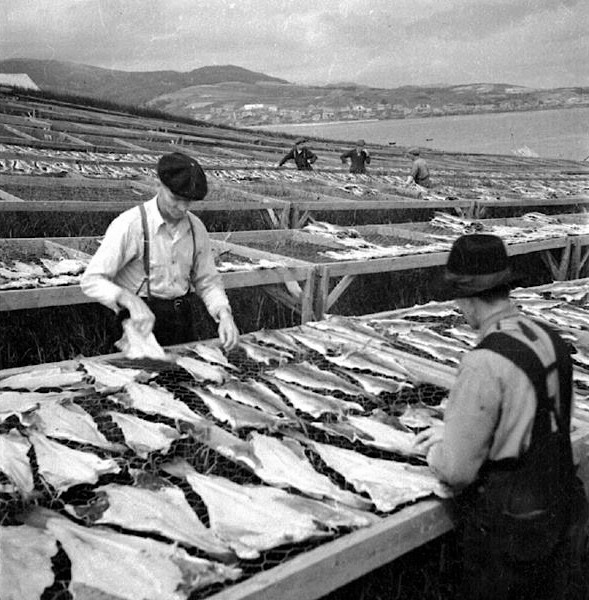
Morues à sécher près du village.

Charles Brien, directeur de la Fruing, concerte les autres marchands, qui décident de faire appel au député Rodolphe Lemieux afin qu'il sollicite l'appui de la Marine royale pour les défendre,. La frégate Christine est mobilisée le 5 septembre et arrive deux jours plus tard. Entre-temps, le soulèvement tourne à l'émeute. Un marchand tire sur un pêcheur, le blessant à la jambe. Effrayant leur employeur, les pêcheurs de la Fruing signent une entente avec Brien fixant le prix de la morue et les dédommageant pour les pertes encourues,.
Parvenus sur place, les officiers du Christine font parvenir à leur commandement un rapport alarmiste, qui fera mobiliser immédiatement le Canada (en), véritable navire de guerre d'un équipage de 75 marins et officiers et muni de quatre canons. Le 11 septembre, les deux navires de guerre mouillent dans l'anse de Rivière-au-Renard. 40 militaires touchent terre, menant des perquisitions et procédant à l'arrestation de 24 pêcheurs, dont cinq purgent, à l'issue de leur procès qualifié de « mascarade », une peine qui varie entre 8 et 11 mois de prison,.

## Postérité
Les compagnies accusent le coup dans les années qui suivent : les actionnaires de la Robin vendent leurs parts à un commerçant d'Halifax, tandis que la Fruing fait faillite en 1912. Le prix du poisson remonte à partir de 1910 et atteint un sommet pendant la Première Guerre mondiale.
Après 1925, les pêcheurs se regroupent pour former les premières coopératives de travail, aidés de l'évêque François-Xavier Ross,,.